# (523774) 2014 XV40
(523774) 2014 XV40 est un objet transneptunien du disque des objets épars. 

## Caractéristiques
(523774) 2014 XV40 mesure environ 311 km de diamètre, ce qui pourrait le qualifier comme un candidat au statut de planète naine.